# نورفوك الجنوبية الغربية (دائرة انتخابية في المملكة المتحدة)
نورفوك الجنوبية الغربية (بالإنجليزية: South West Norfolk)‏ هي إحدى الدوائر الانتخابية في المملكة المتحدة الممثلة في مجلس العموم في برلمان المملكة المتحدة.
عضو البرلمان الذي يمثلها حالياً هو :Mr Christopher Fraser (Con).